# Lynk & Co
Lynk & Co é um fabricante de automóveis sino-sueca, de propriedade do grupo Geely.
- Lynk & Co PHEV 01
- Lynk & Co 02
- Lynk & Co 03